# ニケフォロス1世 (エピロス専制公)
ニケフォロス1世・ドゥーカス（Νικηφόρος Α' Δούκας, Nikephoros I Doukas, 1240年頃 - 1296年）は、エピロス専制侯国の専制公。ミカエル2世アンゲロス・コムネノスの子（在位：1271年 - 1296年）。

## 生涯
1271年、父の死により即位する。しかし、父の庶子（即ちニケフォロスの異母弟）であったヨハネス1世ドゥーカスがこの継承に不満を持ってテッサリアにて独立した。ここにエピロス専制公国はエピロスとテッサリアの2派に分裂し、大きく衰退することとなった。
ニケフォロスは父ミカエルの政策を受け継いでコンスタンティノポリス政府に対抗し独立を維持する事に努めた。しかし既にコンスタンティノポリスへの従属は決定的であり、かつてのような対等な競合関係は見込めず、実質的な独自性を維持するにとどまった。彼はニカイア帝国、及び復興した東ローマ帝国宮廷の女性を妻に迎え（下記参照）、息子トーマースの妻にもミカエル9世パレオロゴスの娘アンナを迎えた。更に弟デメトリオス＝ミカエルはミカエル8世の娘と結婚してコンスタンティノポリス宮廷に迎えられており、エピロス宮廷はコンスタンティノポリスとの結びつきを強めていく事となった。
1296年、死去。没年については1290年説もある。

## 子女
最初の妻マリア（Μαρία）はニカイア皇帝テオドロス2世ラスカリスの娘。1女を得た。
- マリア（Μαρία） - ケファロニア宮廷伯ジョヴァンニ1世オルシーニの妻。ニコーラ・オルシーニ、ジョヴァンニ2世オルシーニの母。

二番目の妻アンナ・パレオロギナ・カンタクゼーネー（Άννα Παλαιολογίνα Καντακουζηνή）はミカエル8世パレオロゴスの姉妹エイレーネーの娘。1男1女が生まれた。
- タマル（Θάμαρ, 1311年没） - アカイア公フィリッポ1世・ディ・ターラントの妻
- トーマース・ドゥーカス - エピロス専制公